# Smiling
『Smiling』（スマイリング）は、日本の音楽ユニット・MAY'Sの4枚目のスタジオ・アルバム。

## 概要
前作『Cruising』から約1年4ヶ月ぶりとなるオリジナル・アルバムである。リミックス・アルバム『Remaking 〜Remix Collection Vol.2〜』と同時発売。ボーカル・片桐舞子の声帯結節・音声障碍の手術で活動休止していたMAY'Sの復帰作となった。また、MAY'Sを結成して10周年のアルバムでもある。
リリースは初回限定盤と通常盤の2形態で行われ、このうち、初回限定盤にはミュージック・ビデオやアルバムのメイキング映像を収めたDVDが付属されている。
アルバムタイトルのSmilingは自身を象徴する言葉とし、以前から発足しているMAY'Sのファンクラブ名でもある。アルバムタイトルを決めてから制作に取りかかった。

## 収録曲
| #   | タイトル                                  | 作詞                             | 作曲                      | プロデュース | 時間 |
| --- | ----------------------------------------- | -------------------------------- | ------------------------- | ------------ | ---- |
| 1.  | 「Intro ~Prologue Of Smiling~」           | -                                | NAUGHTY BO-Z              | NAUGHTY BO-Z | 0:34 |
| 2.  | 「SKY」                                   | 片桐舞子                         | NAUGHTY BO-Z              | NAUGHTY BO-Z | 6:05 |
| 3.  | 「Smiling」                               | 片桐舞子                         | NAUGHTY BO-Z              | NAUGHTY BO-Z | 3:57 |
| 4.  | 「CrazyAboutYou」                         | 片桐舞子                         | NAUGHTY BO-Z              | NAUGHTY BO-Z | 3:42 |
| 5.  | 「Devil’s Girlfriend」                    | 片桐舞子                         | NAUGHTY BO-Z              | NAUGHTY BO-Z | 4:24 |
| 6.  | 「あなたを愛してる feat. 中村舞子」       | 片桐舞子                         | NAUGHTY BO-Z              | NAUGHTY BO-Z | 4:04 |
| 7.  | 「日曜日の歌」                            | 河井純一                         | NAUGHTY BO-Z              | NAUGHTY BO-Z | 4:26 |
| 8.  | 「BONDS」                                 | 片桐舞子                         | NAUGHTY BO-Z              | NAUGHTY BO-Z | 4:01 |
| 9.  | 「Bad Man feat. DOBERMAN INC」            | 片桐舞子, DOBERMAN INC           | NAUGHTY BO-Z              | NAUGHTY BO-Z | 4:18 |
| 10. | 「今宵、月の下で feat. 上妻宏光」         | 片桐舞子                         | NAUGHTY BO-Z              | NAUGHTY BO-Z | 4:12 |
| 11. | 「I Remember You」                        | 片桐舞子                         | NAUGHTY BO-Z              | NAUGHTY BO-Z | 4:15 |
| 12. | 「Honey」                                 | 片桐舞子                         | NAUGHTY BO-Z              | NAUGHTY BO-Z | 4:01 |
| 13. | 「YOU & I feat. LL BROTHERS」             | 片桐舞子, TAKANORI (LL BROTHERS) | LL BROTHERS, NAUGHTY BO-Z | NAUGHTY BO-Z | 4:09 |
| 14. | 「夏がくれたストーリー」                  | 片桐舞子                         | NAUGHTY BO-Z              | NAUGHTY BO-Z | 4:40 |
| 15. | 「運命のバラード」                        | 片桐舞子                         | NAUGHTY BO-Z              | NAUGHTY BO-Z | 5:37 |
| 16. | 「Outro ~Keep On Smiling~」               | MAY'S                            | MAY'S                     | -            | 1:21 |
| 17. | 「STAY TOGHETER / NATURAL8」(Bonus Track) | 片桐舞子, JUN, SHIN, KG, SHIKATA | NAUGHTY BO-Z              | NAUGHTY BO-Z | 4:24 |

## 楽曲解説
1. Intro ~Prologue Of Smiling~
2. SKY
今作を制作するにあたり最初に書いた曲である。サビの部分は活動休止前から存在しており、ライブでも披露していた[3]。前曲の「Intro ~Prologue Of Smiling~」含めイントロダクションの役目を担っていると片桐は語っている[6]。
3. Smiling
アルバムタイトルでもある楽曲。バンジョー、マンドリン、トロンボーンなどが使われている。元々2年ほど前にファンクラブのテーマソング用に作られた曲である[4]。
4. CrazyAboutYou
夏を意識した楽曲。これまでアルバムのリリースが冬であり、サマーチューンを入れられなかったという背景を気にせずに制作された[7]。
5. Devil’s Girlfriend
5、6年前に制作された曲[5]。歌詞は周りの男性陣の話を元に書いたという[3]。
6. あなたを愛してる feat. 中村舞子
中村舞子を客演に迎えた楽曲。以前から片桐舞子とダブル舞子でいつか曲をやりたいという話をしており、中村とコラボすることを前提に書かれた曲[6]。
7. 日曜日の歌
メジャーデビュー前の2006年頃に作られた曲。歌詞は河井が担当しており、歌詞は当時のままだという。これまでのアルバムの全体像に合わず、収録が見送りとなっていた[6]。
8. BONDS
9枚目のシングル。
9. Bad Man feat. DOBERMAN INC
DOBERMAN INCとの共演作。前作『Cruising』の収録曲「The HOOD」にDOBERMAN INCのメンバー・GSが参加したことが始まりで、DOBERMAN INCとのコラボレーションに至ったと言う[3]。
10. 今宵、月の下で feat. 上妻宏光
MAY'Sの活動休止後に発表され、iTunesで限定配信された楽曲を初CD化。レコーディングは活動休止前に行われている。
片桐は上妻について、「10代の頃からよくCDを聴いていた」と語っている[3]。
11. I Remember You
シングル「BONDS」のカップリング曲。
12. Honey
13. YOU & I feat. LL BROTHERS
LL BROTHERSへのオファーの元コラボレーションが実現した楽曲[6]。
14. 夏がくれたストーリー
5、6年前に制作された曲[5]。
15. 運命のバラード
トラックができ、片桐がアルバム『Amazing』に収録されている「永遠」の男の子バージョンを作るというのをヒントに出来上がった曲。トラックに関しては歌声が響くようなバラードを作るという意識で作り始めたという。これまで自身の楽曲が結婚式で曲が使われることが多いという背景から、教会感もイメージして作られたという。結婚式で使えるような歌詞を河井は片桐にリクエストしたといい、最後にはゴスペルクワイアが使われている[8]。
16. Outro ~Keep On Smiling~

### ボーナストラック
1. STAY TOGHETER / NATURAL8
東日本大震災チャリティーシングルとして発売されたNATURAL8の「STAY TOGETHER」をボーナストラックとして収録。

## タイアップ
1. SKY
2012年6月 フジテレビフラワーネットTVCM イメージソング
日本テレビ系「ハッピーMusic」 POWER PLAY
日本テレビ系「音龍門」 Baby Dragon's Gate
全国26局ネット「Girl's TV」 5,6月度オープニングテーマ
全国22局ネット「MUSIC LAUNCHER」6月度エンディングテーマ
東海テレビ「バナナマンのブログ刑事」 6月度エンディングテーマ
長崎国際テレビ「AIR MUSIC PROGRAM」 6月度オープニング曲
くまもと県民テレビ「ROCKET COMPLEX」6月度エンディング曲
2. Smiling
「sweet 5月号 モテキ篇」,「sweet 6月号 ドレッサー篇」TVCMソング
金沢ハウジングセンターTV CMソング
3. BONDS
東海テレビ・フジテレビ系全国ネット連続ドラマ「毒姫とわたし」主題歌 [9]
4. 今宵、月の下で feat. 上妻宏光」
NHKワールド『J-MELO』2011年10月～12月期エンディングテーマ
5. I Remember You
love perfume.新作香水「アモーレミオ フォーエバー」イメージソング
6. 運命のバラード
  - love perfume.ブライダルキャンペーンイメージソング